# Vu Ji
Vu Ji iz dinastije Šang (kitajsko 武乙), z osebnim imenom Dzi Ču (子瞿), je bil od ok. 1147 do ok. 1112 pr. n. št. kralj Kitajske, * ni znano, † 1112 pr. n. št.
Bambusni letopisi navajajo, da je vladal iz Jina. Bil je sin svojega predhodnika Geng Dinga in oče svojega naslednika, kralja Ven Dinga. 

## Zapisi
V 21. letu njegovega vladanja je umrl vladar Džova Koufu (口父). 
Po podatkih v Bambusnih letopisih je v 24. letu njegovega vladanja  Džov napadel Čenga (程) v Biju in osvojil Bi. 
Po Bambusnih letopisih je v 30. letu njegovega vladanja Džov napadel Jiču (义渠) in ujel kralja Jičuja. Po Sima Čjanu je imel kralj Jičuja dva sinova različnih mater. Po kraljevi smrti sta se med seboj borila za prestol, dokler ni Džov premagal obeh in zasedel ozemlje Jičuja.
V 34. letu  Vu Jijeve vladavine je v njegovo prestolnico prišel kralj Dži iz Džova, da bi se mu poklonil, in bil nagrajen s 30  predmeti iz  žada in 10 konji. 
V 35. letu Vu Jijeve vladavine je Dži napadel Guironge (鬼戎) in ujel 20 kraljev tega plemena. Istega leta je odšel na lov na ozemlje med  Rumeno reko in Vejem, kjer ga je ubila strela. Po Knjigi dokumentov je bila za smrt kriva njegova huda brezbožnost.
Po Zapisih Velikega zgodovinarja naj bi izrezljal lesen kip (偶) Boga nebes (Šangdu). Z idolom je igral liubu in če je idol izgubil, ga je ponižal. Včasih je usnjeno vrečo napolnil s krvjo, jo obesil visoko v zrak in jo nato obstreljeval s puščicami, kar je imenoval "streljanje nebes".